# Кінокамера

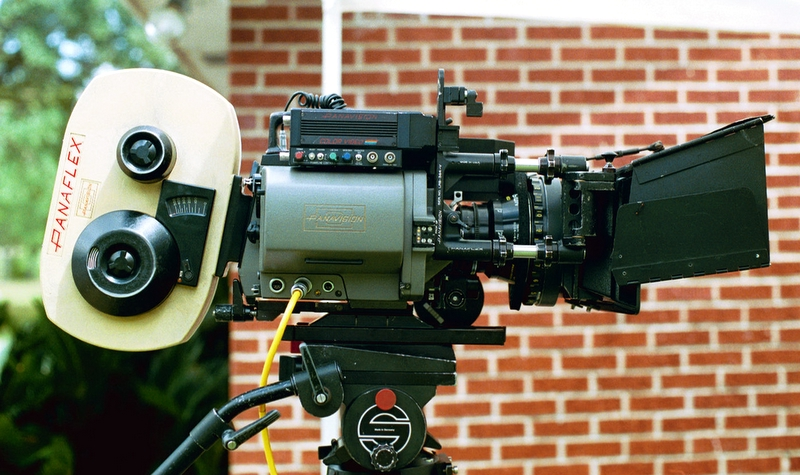

Кінокамера — це вид фотографічних апаратів, що миттєво робить серію фотографій на плівку або інші носії зображень, для того щоб створити рухому картинку при проектуванні на екран надалі. На відміну від фотокамери, який захоплює одне зображення за раз, за допомогою переривчастого механізму, кінокамера робить серію зображень, кожне з яких є кадром фільму (відео). Стрічка кадрів проектується через кінопроектор із певно кількістю кадрів за секунду, що робить зображення рухомим. При проекції із заданою частотою кадрів інерція зору дозволяє очам і мозку зливати окремі кадри в безперервне рухоме зображення (кіно).